# Butschbach
Butschbach ist ein Ortsteil der Stadt Oberkirch im Ortenaukreis in Baden-Württemberg. In Butschbach leben 821 Einwohner auf einer Fläche von 5,56 km².
Zu Butschbach gehören neben dem Dorf Butschbach die bis 1837 selbständige Gemeinde Hesselbach, die Zinken Albersbach und Eckenberg, die Höfe In der Rot, Köbelesberg und Schafhof (Auf der Eck) und der Wohnplatz Fürsteneck.
Nordwestlich von Butschbach liegt die Ruine der Burg Fürsteneck, einer Höhenburg, die Ende des 12. Jahrhunderts erbaut wurde.
Butschbach wurde am 1. Januar 1971 nach Oberkirch eingemeindet.
Zur Tradition des Ortes gehören die Feuerpferde von Butschbach, die einer Sage zufolge nachts in der Nähe des Ortes gesichtet wurden und heute Bestandteil des Karnevals sind.